# Эхо-симптом
Э́хо-симпто́мы (от др.-греч. ἠχώ — «отголосок, эхо» и σύμπτωμα — «случайность, несчастная случайность, приступ болезни») — психопатологические явления, непроизвольная имитация больным движений, мимики, слов и других действий окружающих.
Выделяются следующие эхо-симптомы:
- Эхография — патологическое многократное переписывание одних и тех же слов;
- Эхопраксия — повторение увиденных действий;
  - Эхокинез (эхокинезия) — повторение движений (собеседника или других людей);
- Эхолалия (эхофразия, эхопалилалия[4]) — повторение слов и предложений;
- Эхомимия — повторение мимики;
- Эхолалиоплазия (англ. echolalioplasia) — повторение жестов (язык жестов)[5].

Эхо-симптомы встречаются при синдроме Туретта, кататонической шизофрении, реже умственной отсталости, иногда при некоторых неврологических заболеваниях.
Явления эхо-симптомов учёными объясняются как расторможение подражательного рефлекса.